# 京橋停留場
京橋停留場（日语：／ Kyoubashi teiryūjō */?），又稱京橋電車站，是位於岡山縣岡山市北區京橋町，岡山電氣軌道東山本線的電車站。

## 概要
在毎月第一個星期日於旭川附近舉行「備前岡山京橋朝市」，當中在毎年5月和10月的朝市營業時段開設臨時停留場。在5月會舉行五月市和10月會舉行全國有名朝市的活動，因此吸引了許多人前往該處。在其他朝市舉行日，乘客可於西大寺町停留場步行前往。
此站是臨時電車站，因此在岡山電氣軌道的路線圖和市面上販售的地圖沒有記載此站。

## 歷史
在1923年（大正12年）7月9日至1968年（昭和43年）8月29日之間，於西大寺町停留場至小橋停留場之間也曾經設有京橋停留所。
- 1995年（平成7年）12月24日 此臨時車站啟用[2]。
- 2003年（平成15年） 車站停用[2]。
- 2006年（平成18年）10月  臨時車站再次啟用[3]。

## 電車站構造
電車站是建造在共用行車道上。沒有實體月台，乘車處位於路面上，在營業日當天會以黃色膠帶圍封乘車處。

## 電車站周邊
- 旭川（日语：旭川 (岡山県)）河川敷

## 相鄰電車站
岡山電氣軌道
■東山本線
西大寺町（H06）－（臨）京橋－小橋（H07）

## 注腳
1. ↑  岡山朝市　岡山県岡山市名物朝市観光案内　備前岡山京橋朝市 （页面存档备份，存于）（日語） - 備前岡山京橋朝市，2016年10月9日參閲。
2. 1 2 3  今尾惠介（監修）. . 11 中国四国. 新潮社. 2009: 26. ISBN 978-4-10-790029-6 （日语）.
3. ↑  第15回全国有名朝市フェア開催 （页面存档备份，存于）（日語） - 備前岡山京橋朝市，2016年10月9日參閲。
4. ↑  岡山電気軌道で京橋臨時電停が設置される （页面存档备份，存于）（日語） - 鐵道迷・railf.jp、2013年10月7日、2016年10月9日參閲。

## 外部連結
- 岡山電気軌道株式会社 電車事業部（路面電車） （页面存档备份，存于）（日語）